# Cymothoa spinipalpa
Cymothoa spinipalpa es una especie de crustáceo isópodo marino del género Cymothoa, familia Cymothoidae. Fue descrita científicamente por Thatcher, de Arujo, de Lima & Chellapa en 2007.

## Distribución
Esta especie se encuentra en Brasil y el Atlántico tropical.